# لشکر ۴۱ ثارالله

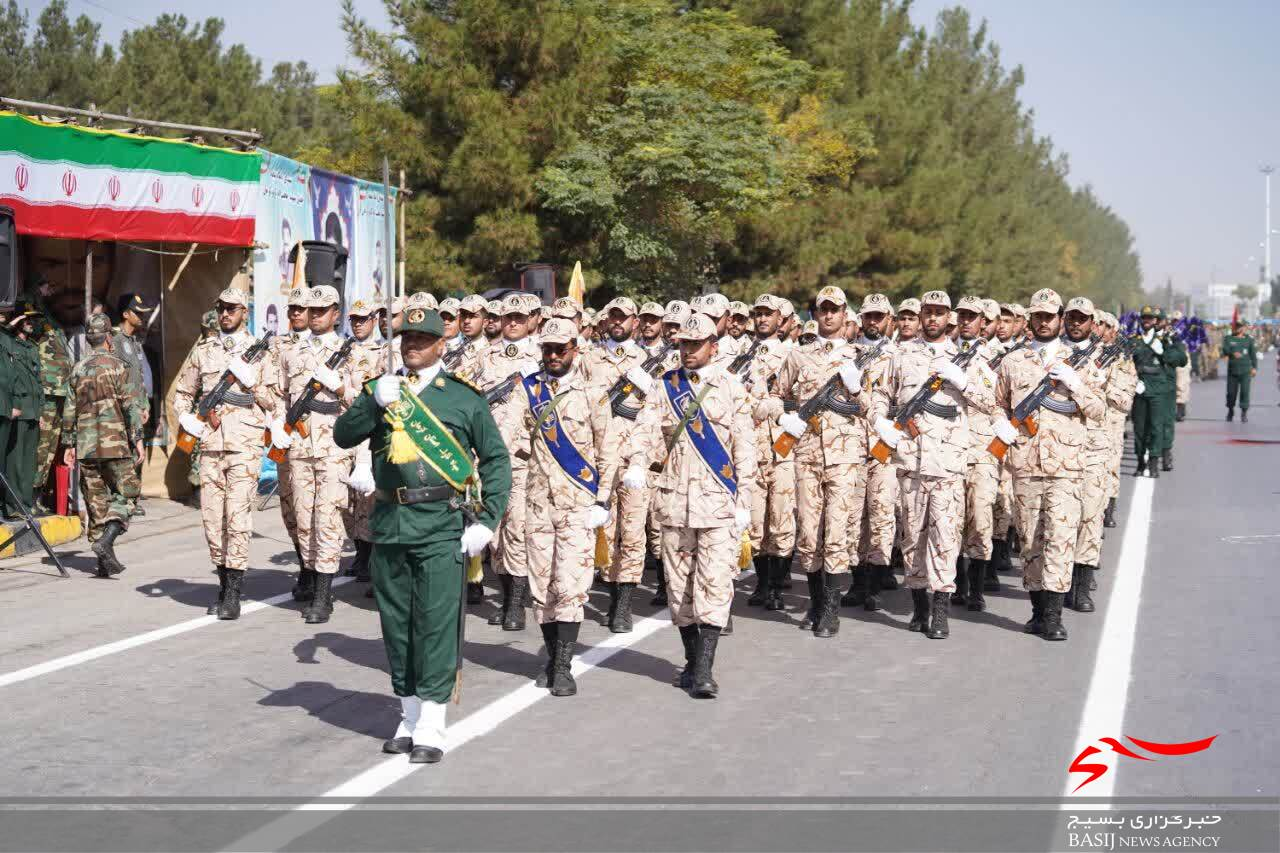
رژه سربازان لشکر ۴۱ ثارالله به‌مناسبت سالگرد جنگ ایران و عراق در سال ۱۴۰۱، کرمان

لشکر ۴۱ ثارالله از لشکرهای پیاده نیروی زمینی سپاه پاسداران انقلاب اسلامی است، که ستاد فرماندهی آن در شهر کرمان مستقر می‌باشد. این یگان در خلال جنگ ایران و عراق تأسیس شد و نیروهای آن از استان‌های کرمان، سیستان و بلوچستان و هرمزگان تأمین می‌شد. لشکر ۴۱ ثارالله در سال ۱۳۵۹ در قالب یک گردان از نیروهای سپاه پاسداران استان کرمان  به فرماندهی قاسم سلیمانی شکل گرفت، سال ۱۳۶۰ به تیپ ارتقاء پیدا کرد و از سال ۱۳۶۱ با گسترش سازمان آن به ۳ تیپ و یک گردان زرهی، به‌عنوان لشکر ۴۱ ثارالله به فعالیت ادامه داد. در سال ۱۳۸۷ در پی شکل‌گیری سپاه‌های استانی، به‌عنوان زیرمجموعه‌ای از سپاه ثارالله استان کرمان درآمد و هم‌اکنون نیز به فعالیت خود ادامه می‌دهد. در حال حاضر سرتیپ دوم پاسدار جواد محمدی سلیمانی فرماندهی لشکر ۴۱ ثارالله را برعهده دارد.

## تاریخچه

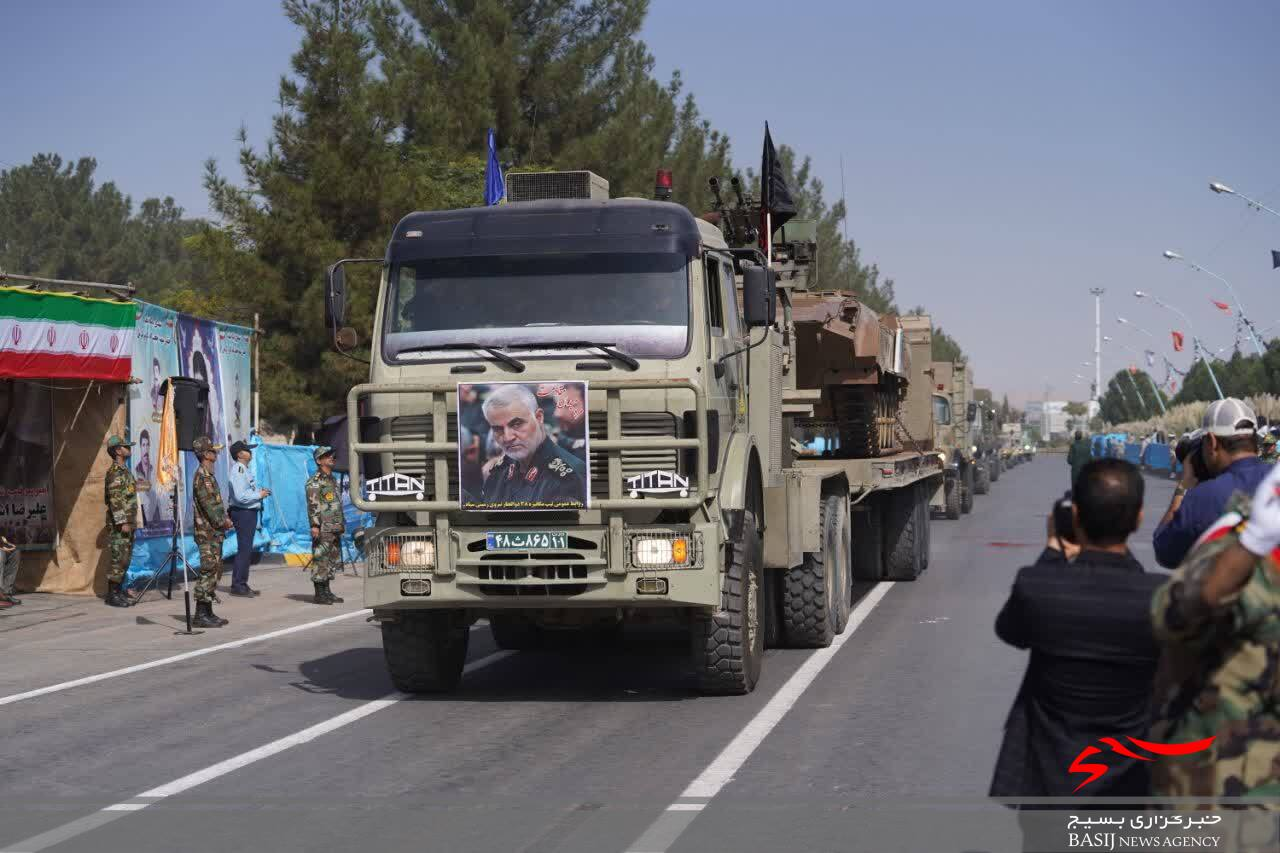
رژه ستون زرهی لشکر ۴۱ ثارالله

لشکر ۴۱ ثارالله در ابتدا در  کردستان ایران از سالهای ۱۳۵۸ تا ۱۳۶۰ به فرماندهی قاسم سلیمانی نقش چشم گیری داشت و در طول جنگ ایران و عراق در عملیات های ثامن‌الائمه، نصر ۴، کربلای ۱، کربلای ۴، کربلای ۵، بدر، خیبر، والفجر ۱، والفجر ۳ و والفجر ۴، عملیات رمضان، بیت‌المقدس و بیت‌المقدس ۷، فتح‌المبین و طریق‌القدس به‌عنوان یگان عمل‌کننده حضور داشت. فرماندهی این یگان از بدو تشکیل تا انتهای جنگ ایران و عراق، برعهده قاسم سلیمانی بود. این یگان هم‌اکنون زیرمجموعه‌ای از سپاه ثارالله استان کرمان است و به فعالیت ادامه می‌دهد.